# Neotragus batesi
El antílope pigmeo de Bates (Neotragus batesi), también conocido como antílope enano es una especie de mamífero artiodáctilo de la subfamilia Antilopinae propia de África Central y Occidental.

## Características
Adulto pesa entre 2 y 3 kg y mide entre 50 y 57 cm de longitud, más la cola de 4,5 a 5 cm. Sólo los machos tienen cuernos, de 3,8 a 5 cm de largo. Su pelaje es castaño obscuro brillante en la parte superior y claro bajo los flancos. Los machos son notoriamente más grandes que las hembras.

## Alimentación
Los antílopes enanos comen hojas, brotes, hierbas y hongos. También son impopulares entre los granjeros porque comen de las cosechas y por ello son víctimas de trampas cerca de campos agrícolas.

## Comportamiento
Los machos son territoriales; el marcado de su territorio con olor produce en las glándulas preorbitales. Tienen un territorio de 2 a 4 hectáreas. Las hembras son más amistosas entre ellas y viven a veces en pequeños grupos. Raspan al huir. La mayoría de los antílopes enanos se acoplan al finalizar la estación húmeda o al comenzar la estación secas. El período de gestación es 180 días. El peso del cervatillo es de 1,6 a 2,4 kg. Su mayor peligro es la pérdida del hábitat debido a la extensión de la población humana. A veces son cazados.